# Караджово
Караджо́во (болг. Караджово) — село в Пловдивській області Болгарії. Входить до складу общини Садово.

## Населення
За даними перепису населення 2011 року у селі проживали 1084 особи.
Національний склад населення села:
| Національність   | Кількість осіб | Відсоток |
| ---------------- | -------------- | -------- |
| болгари          | 722            | 69,0%    |
| цигани           | 312            | 29,8%    |
| не визначились   | 10             | 1,0%     |
| Всього відповіли | 1047           |          |

Розподіл населення за віком у 2011 році:
Динаміка населення: